# Schweizer Straße
La Schweizer Straße (letteralmente: "strada della Svizzera") è una strada austriaca, che collega Bregenz al confine svizzero presso Höchst.
Essa è identificata dal numero 202.
È parte degli itinerari europei E43 ed E60.